# 한-태평양 도서국 정상회의
한-태평양 도서국 정상회의는 2023년 5월 29일부터 30일까지 대한민국서울특별시에서 윤석열 대한민국 대통령과 태평양 제도 포럼 회원국 정상들이 참석한 가운데 개최된 회의이다. 이 정상회의는 참가국들의 5차례 회의를 거쳐 개최되었는데, 마지막 회의는 2022년에 열렸으며 이때 관련 당사국들이 관계를 정상회담 수준으로 격상하기로 합의했다.

## 참가국
18개 태평양 제도 포럼 회원국 정상 및 각료 전원이 참석했으며, 태풍 피해 등 국내 사정으로 참석하지 못한 미크로네시아를 제외했다.

### 참가국 목록
- 오스트레일리아
- 쿡 제도
- 피지
- 프랑스령 폴리네시아
- 키리바시
- 마셜 제도
- 미크로네시아 연방
- 나우루
- 누벨칼레도니
- 뉴질랜드
- 니우에
- 팔라우
- 파푸아뉴기니
- 사모아
- 솔로몬 제도
- 대한민국 (개최국)
- 통가
- 투발루
- 바누아투

## 참석자

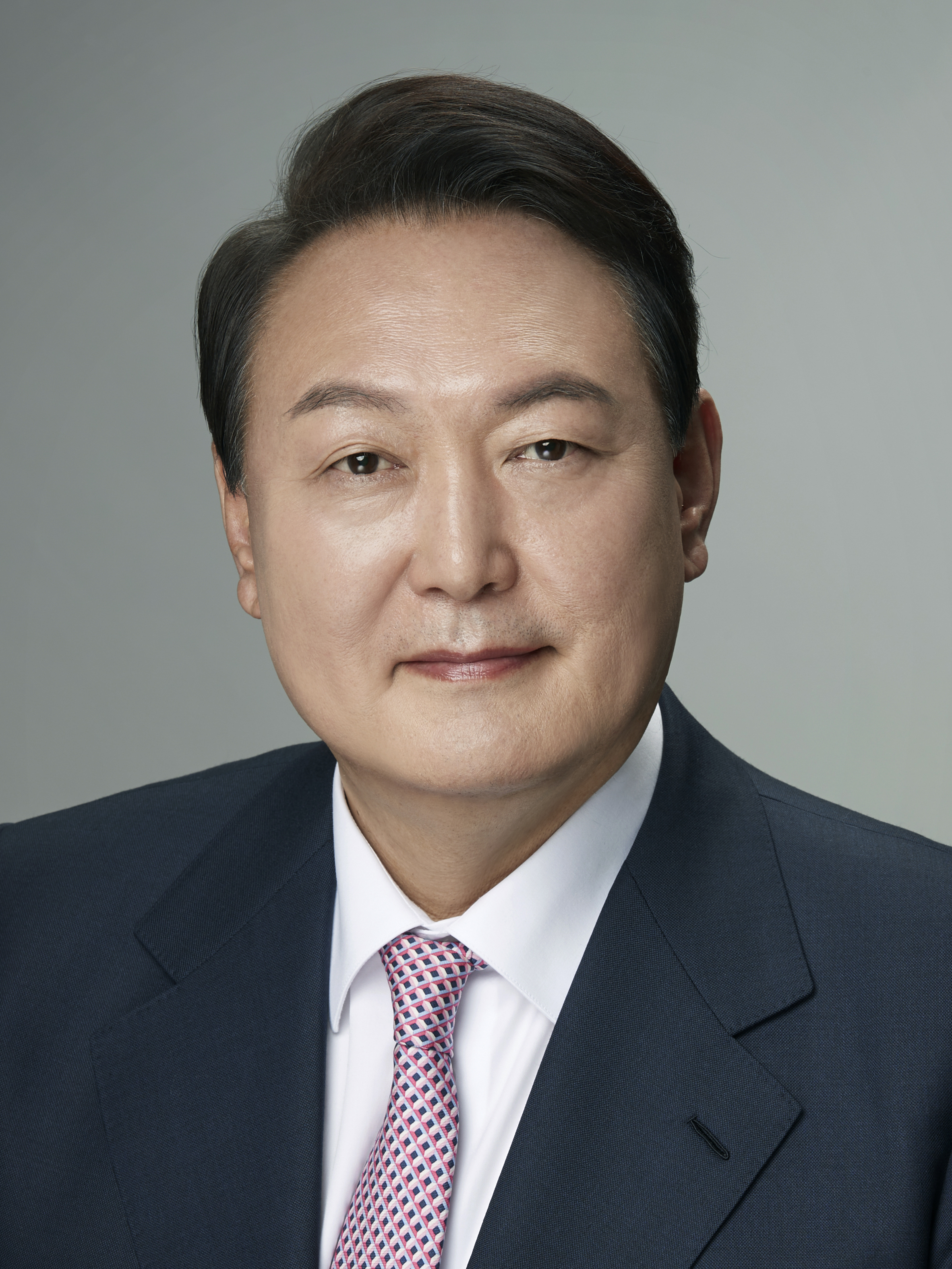
대한민국 대통령 윤석열
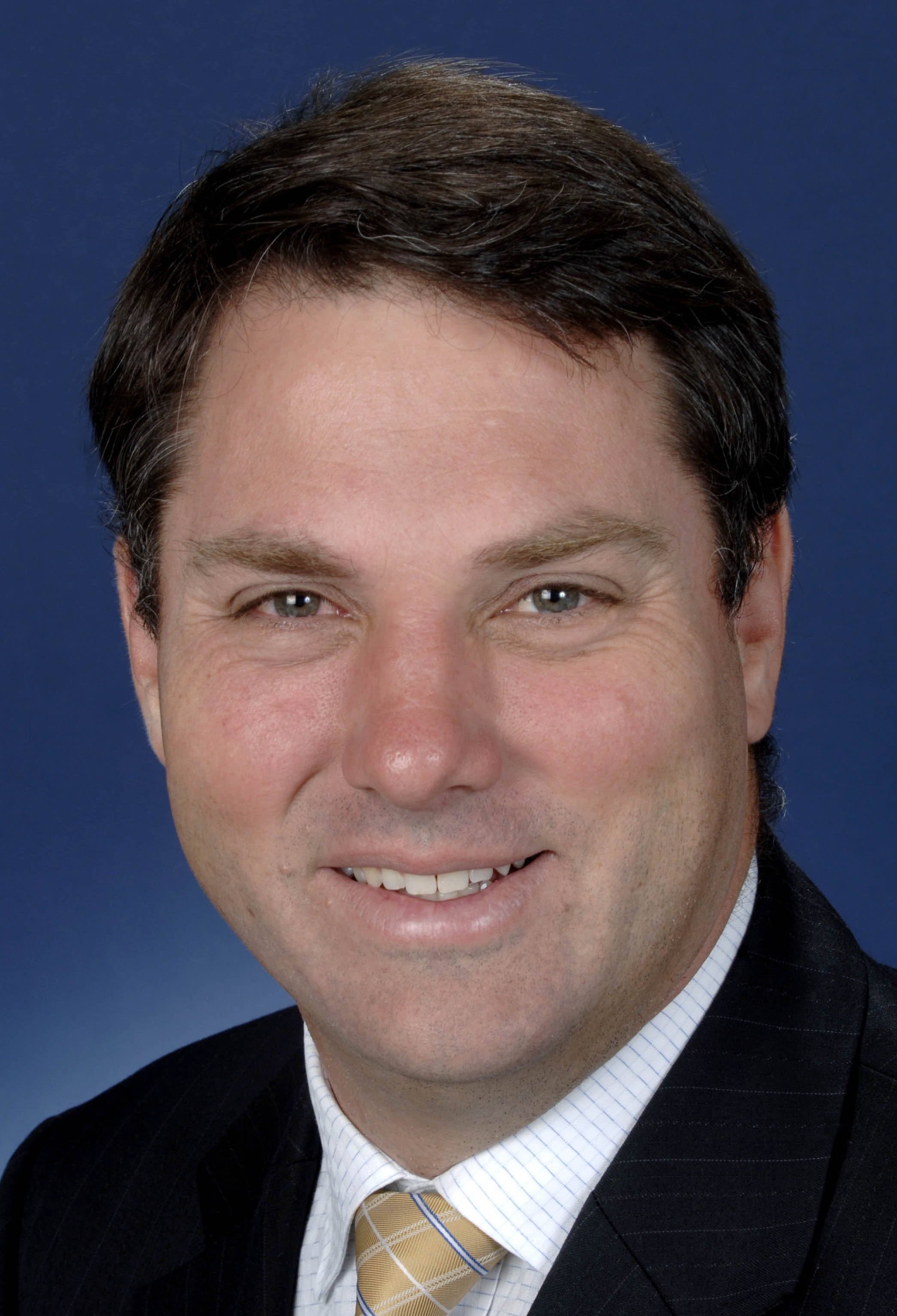
오스트레일리아 부총리 리처드 말스
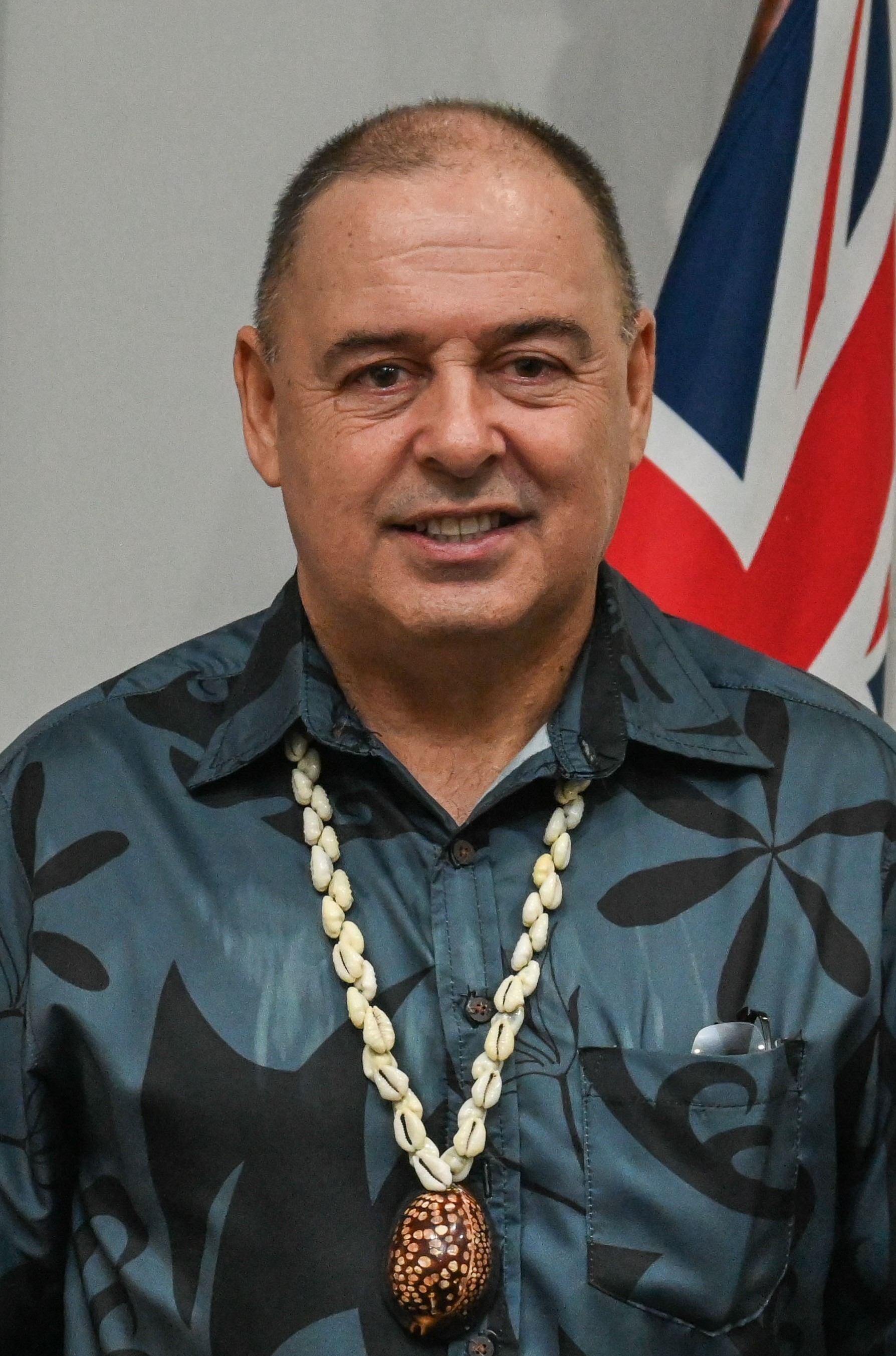
틀:나라자료 Cook Islands 쿡 제도 총리 마크 브라운
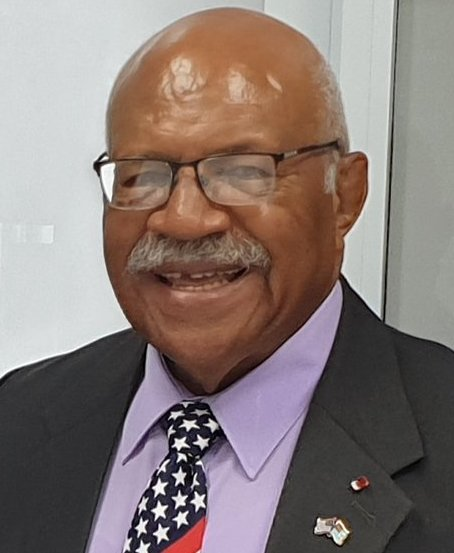
틀:나라자료 Fiji 피지 총리 시티베니 라부카
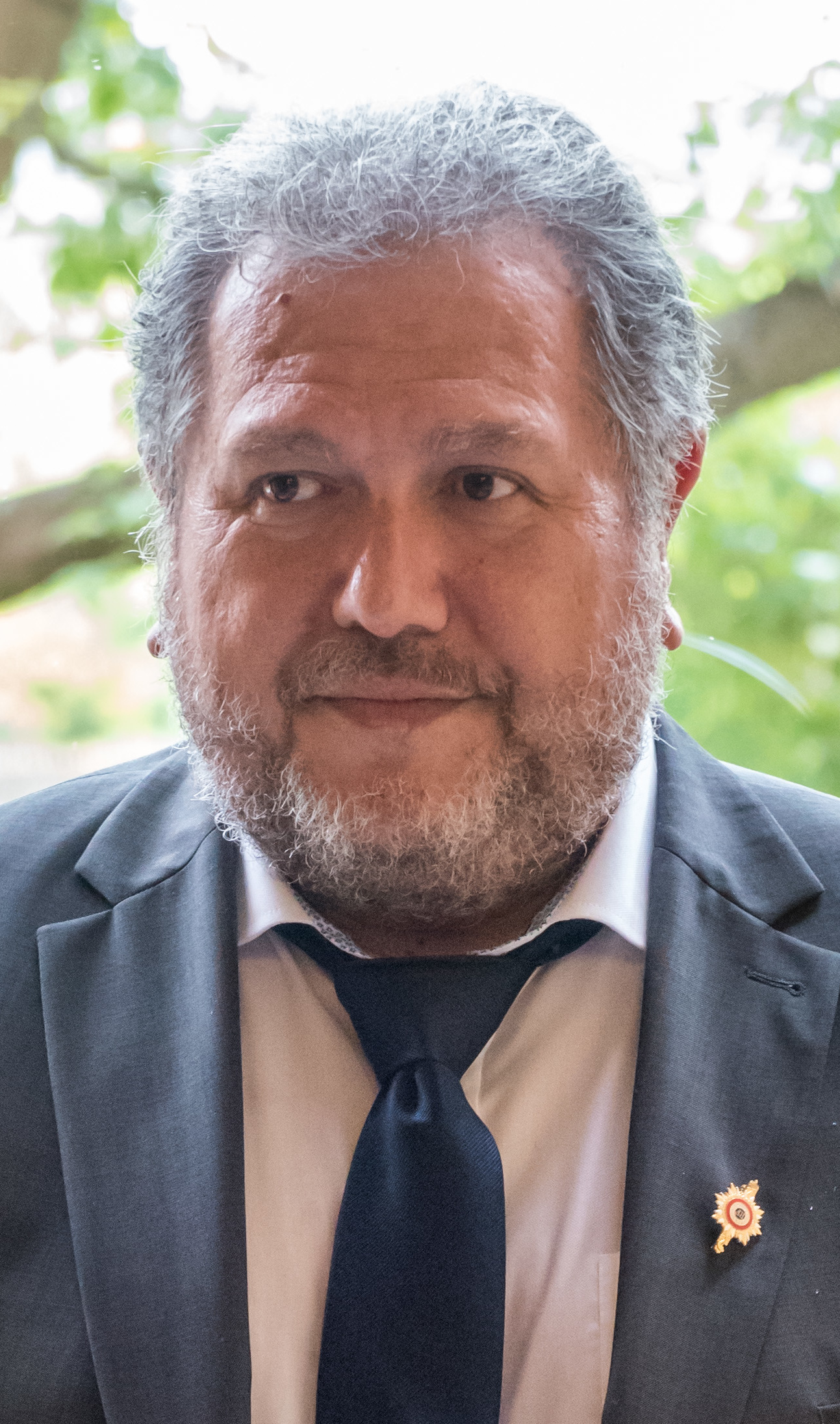
틀:나라자료 French Polynesia 프랑스령 폴리네시아 대통령 모에타이 브로더슨
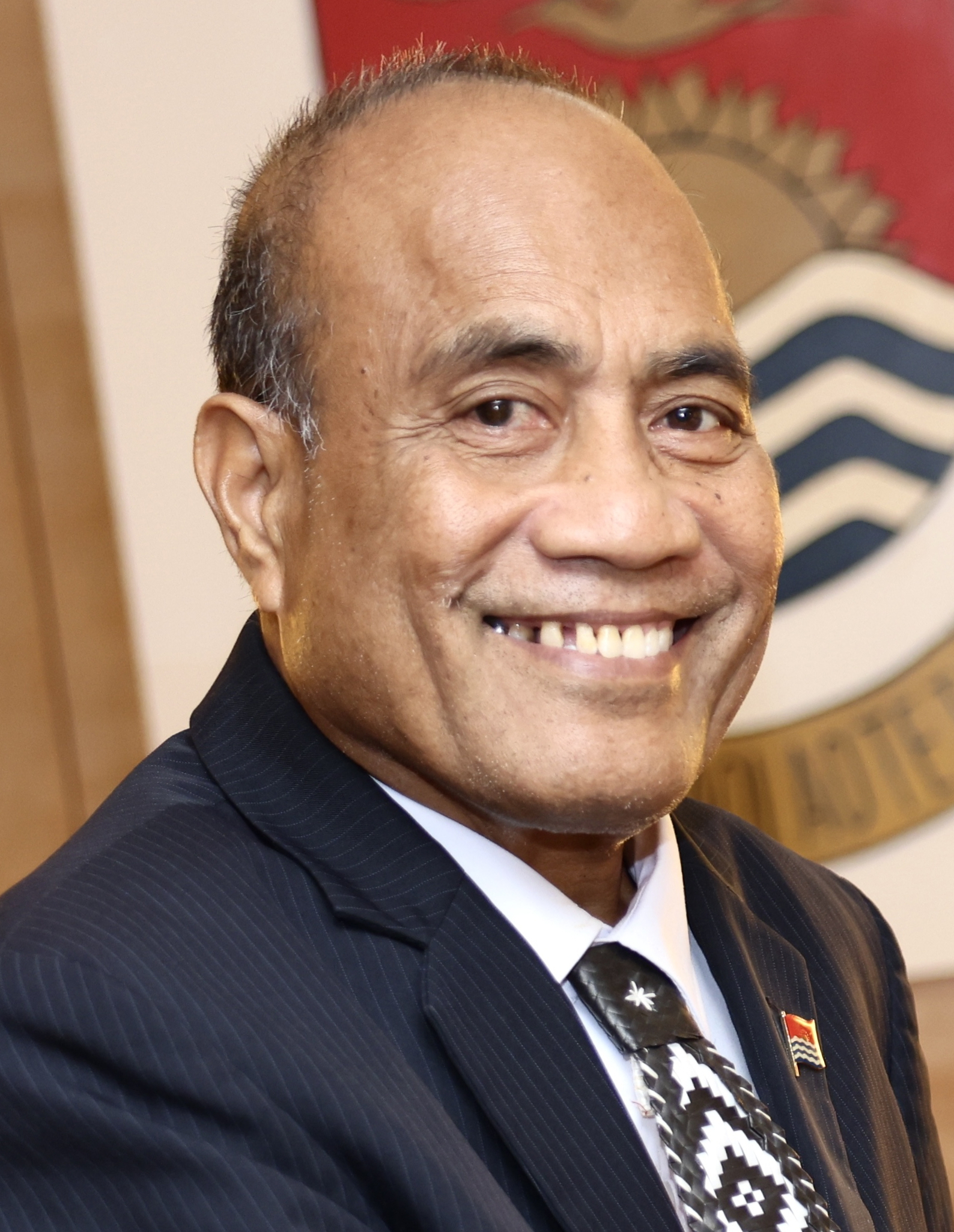
틀:나라자료 Kiribati 키리바시 대통령 타네티 마마우
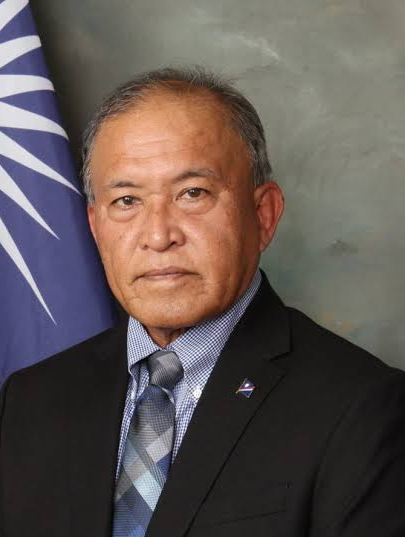
틀:나라자료 Marshall Islands 마셜 제도 대통령 데이비드 카부아
틀:나라자료 Nauru 나우루 보건부 장관 티모시 이카
틀:나라자료 New Caledonia 누벨칼레도니 대통령 루이 마푸
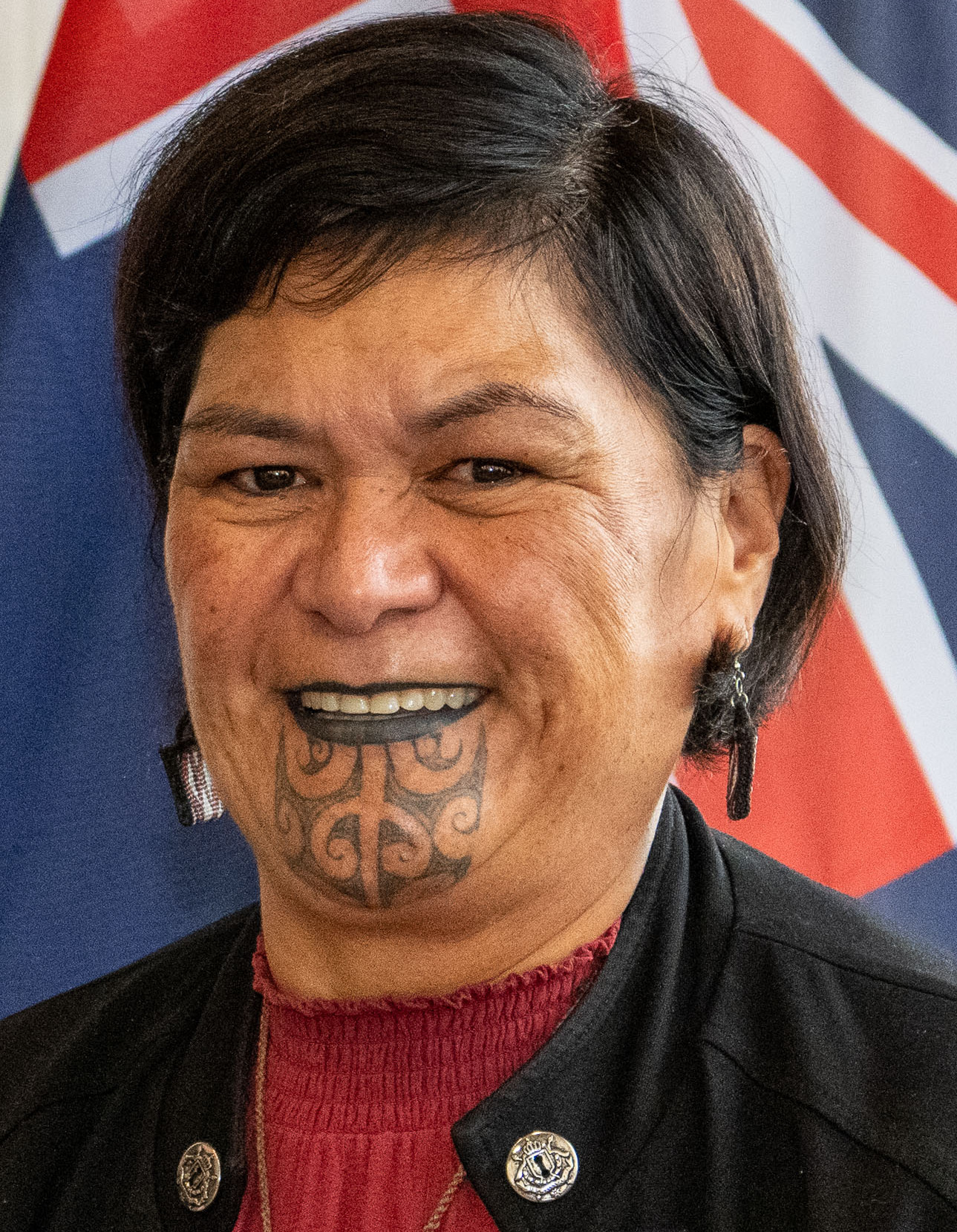
틀:나라자료 NZ 뉴질랜드 외교부 장관 나나이아 마후타
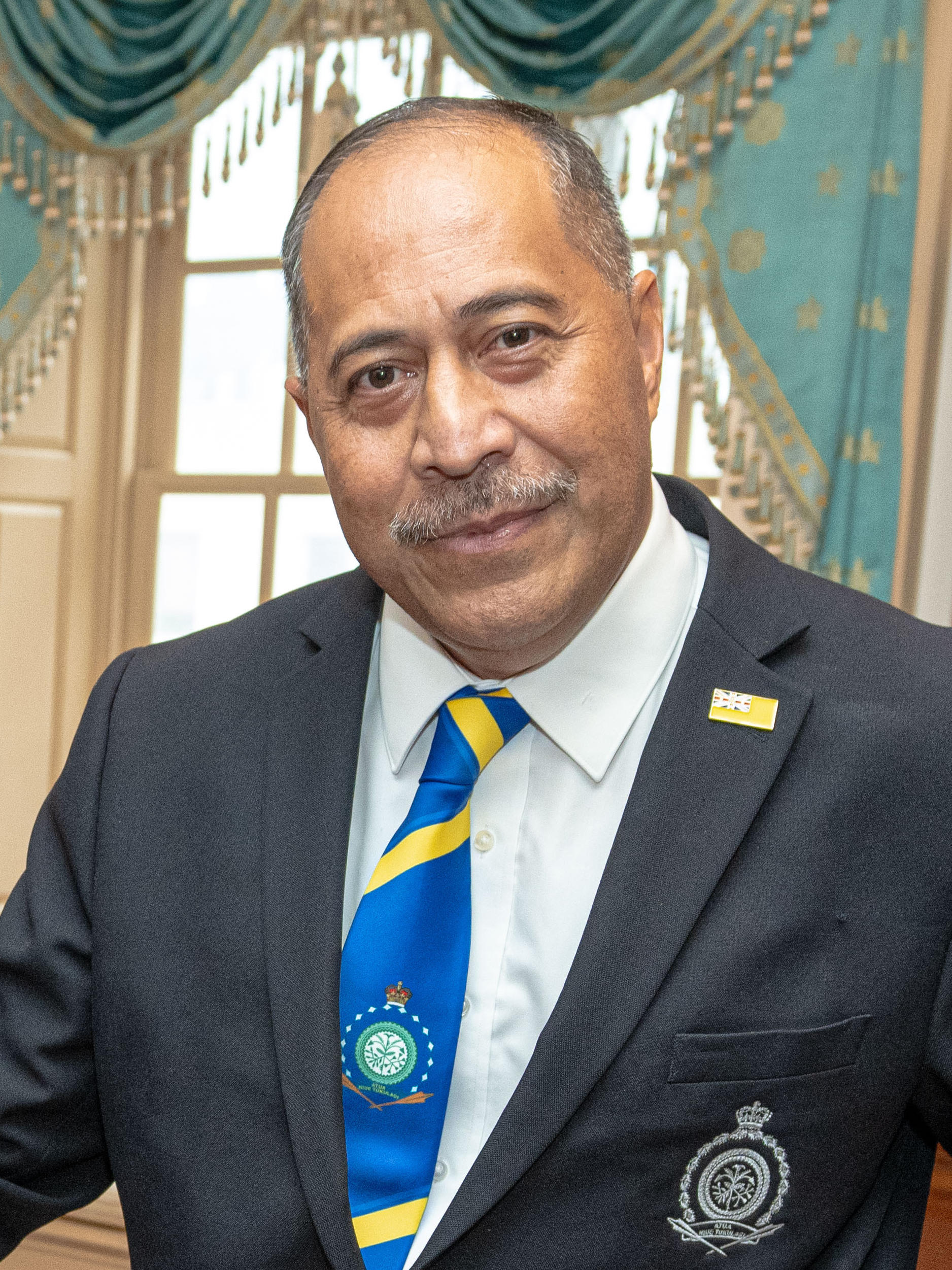
틀:나라자료 Niue 니우에 총리 돌턴 타겔라기
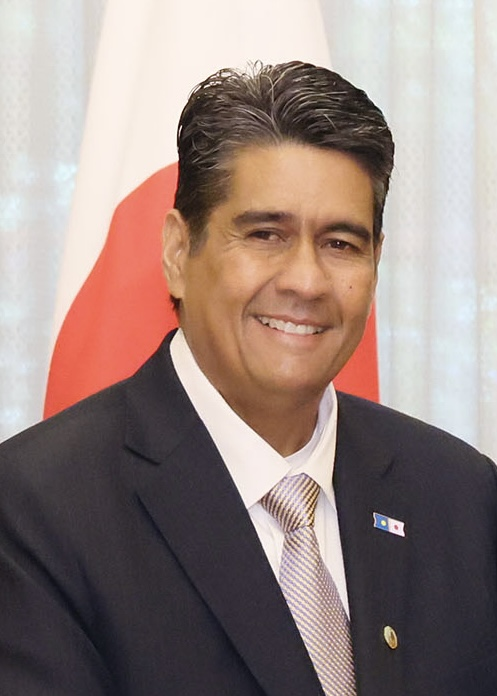
틀:나라자료 Palau 팔라우 대통령 수랑겔 휩스 주니어
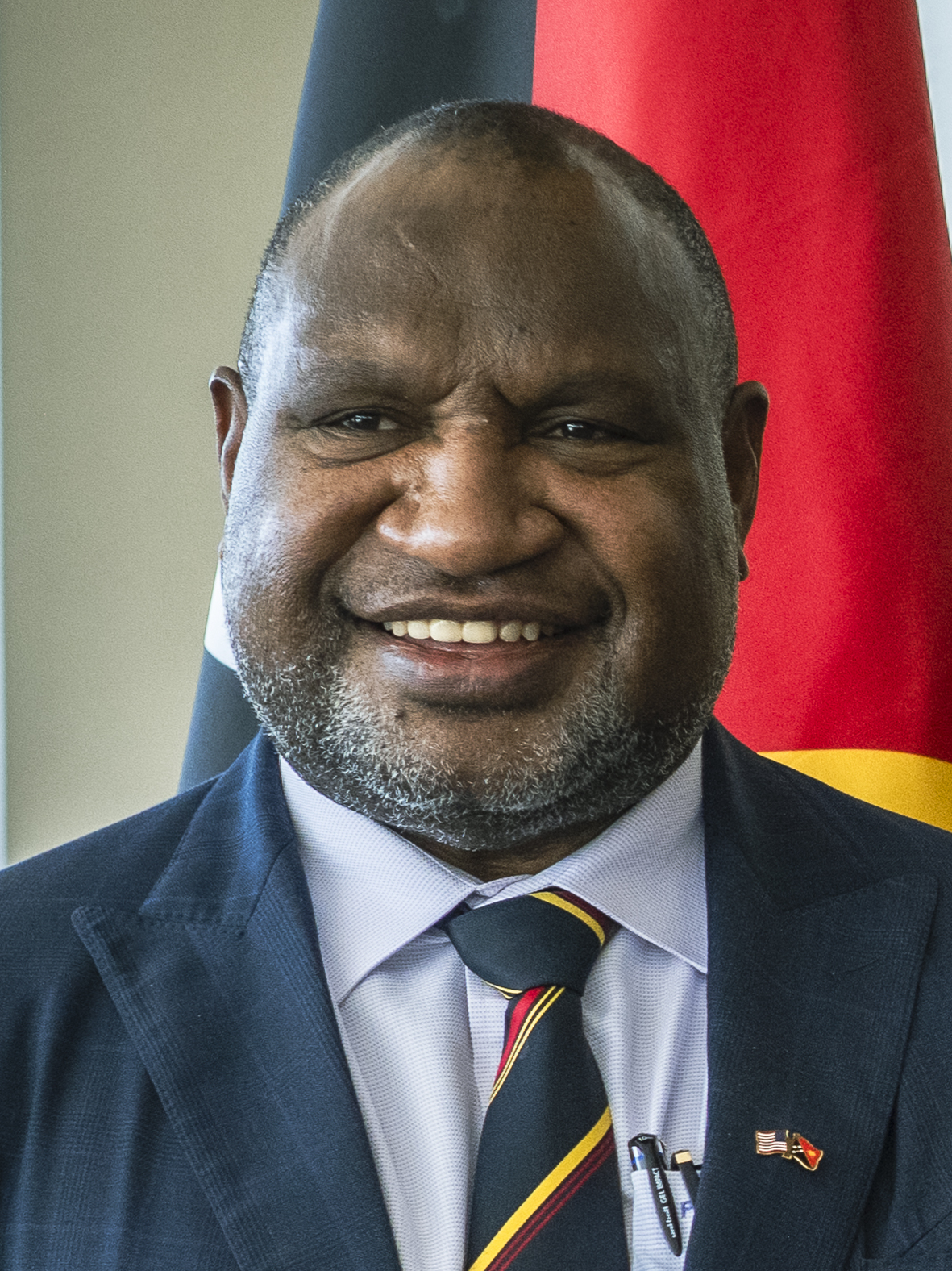
틀:나라자료 Papua New Guinea 파푸아뉴기니 총리 제임스 마라페
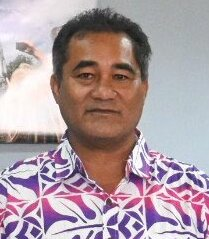
틀:나라자료 Samoa 사모아 자연자원환경부 장관 토올레술루술루 세드릭 슈스터
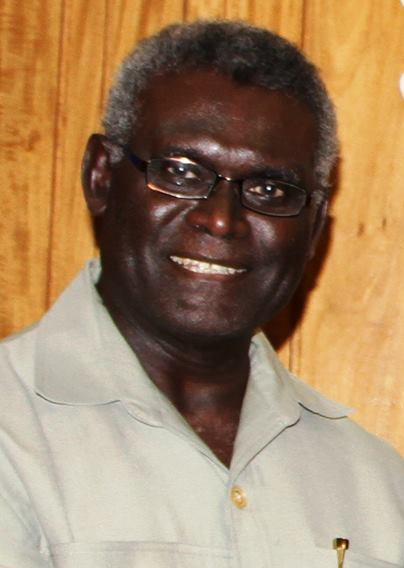
틀:나라자료 Solomon Islands 솔로몬 제도 총리 머내시 소가바레
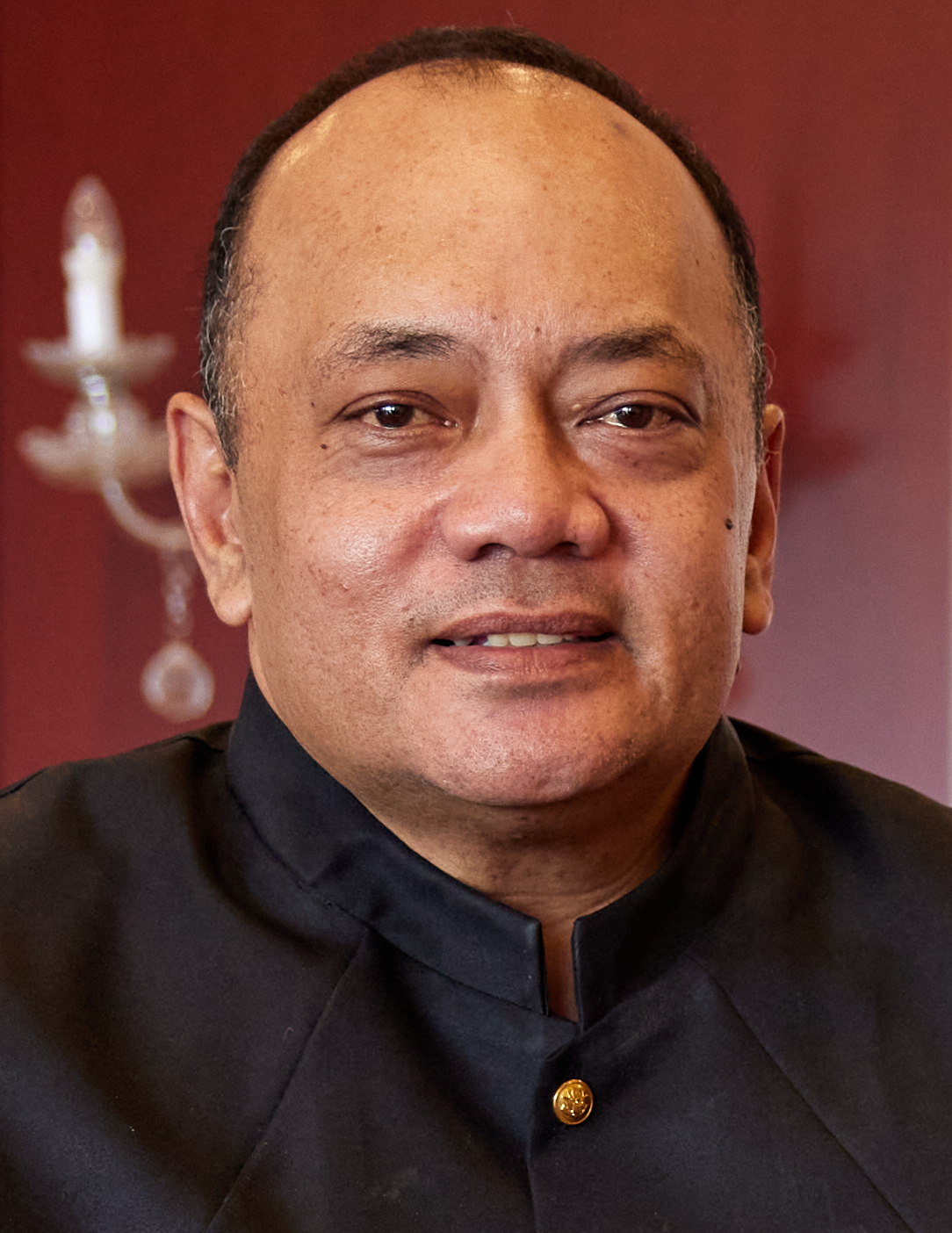
틀:나라자료 Tonga 통가 총리 시아오시 소발레니
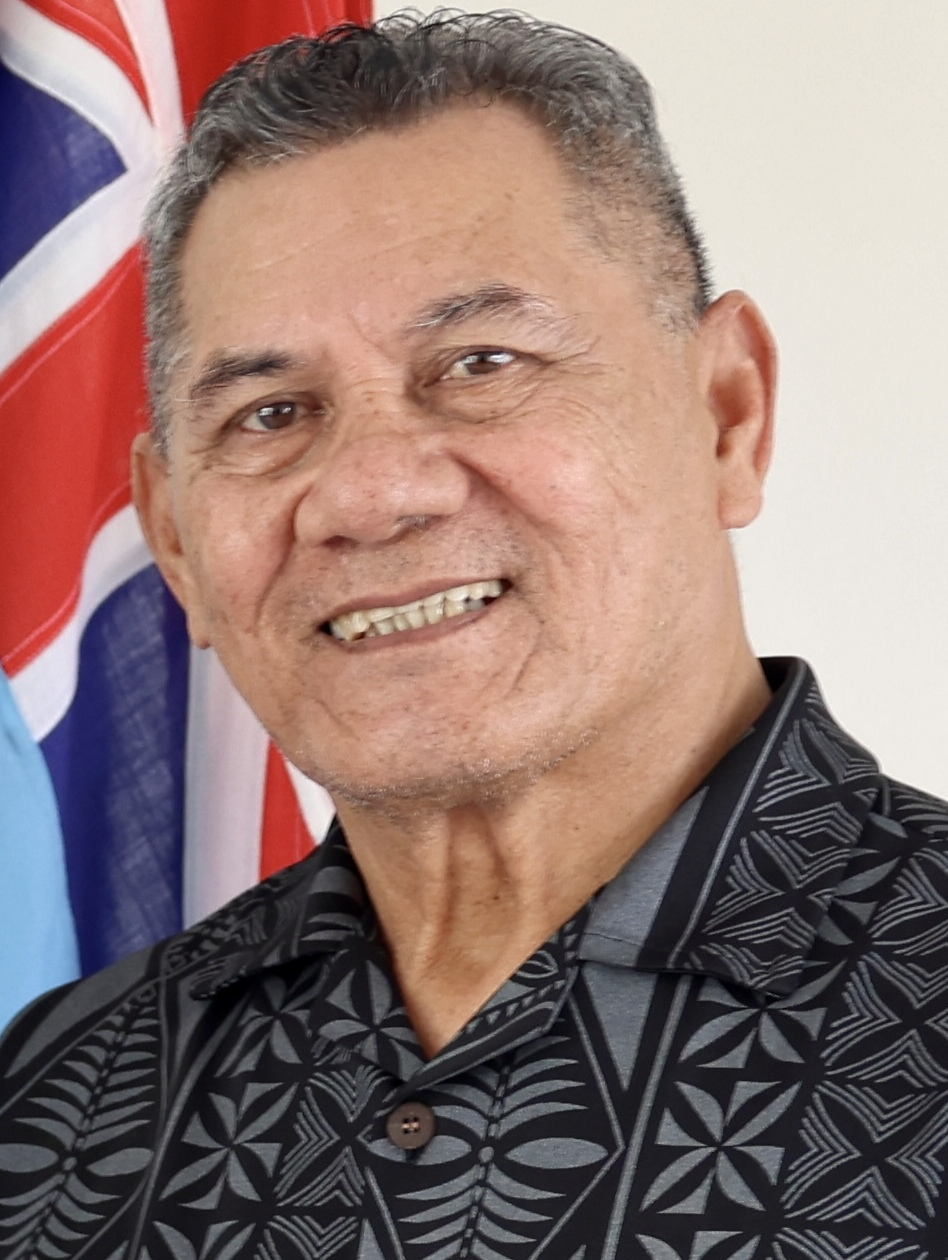
틀:나라자료 Tuvalu 투발루 총리 카우세아 나타노
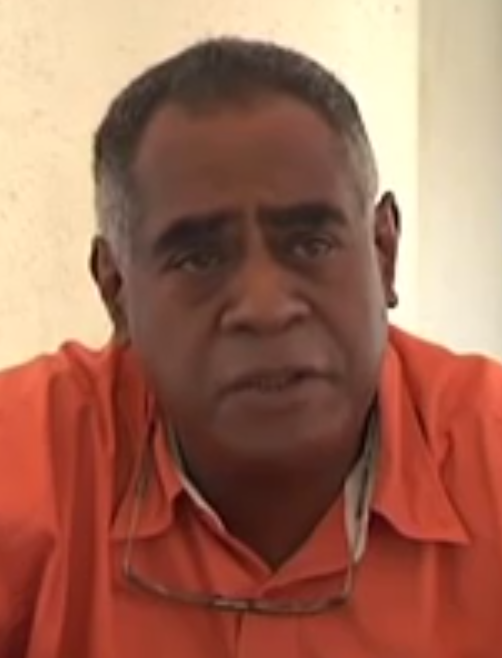
틀:나라자료 Vanuatu 바누아투 총리 이스마엘 칼사카우